# Colocasiomyia seminigra
Colocasiomyia seminigra är en tvåvingeart som först beskrevs av Oswald Duda 1923.  Colocasiomyia seminigra ingår i släktet Colocasiomyia och familjen daggflugor. Inga underarter finns listade i Catalogue of Life.